# Mississippi Export Railroad

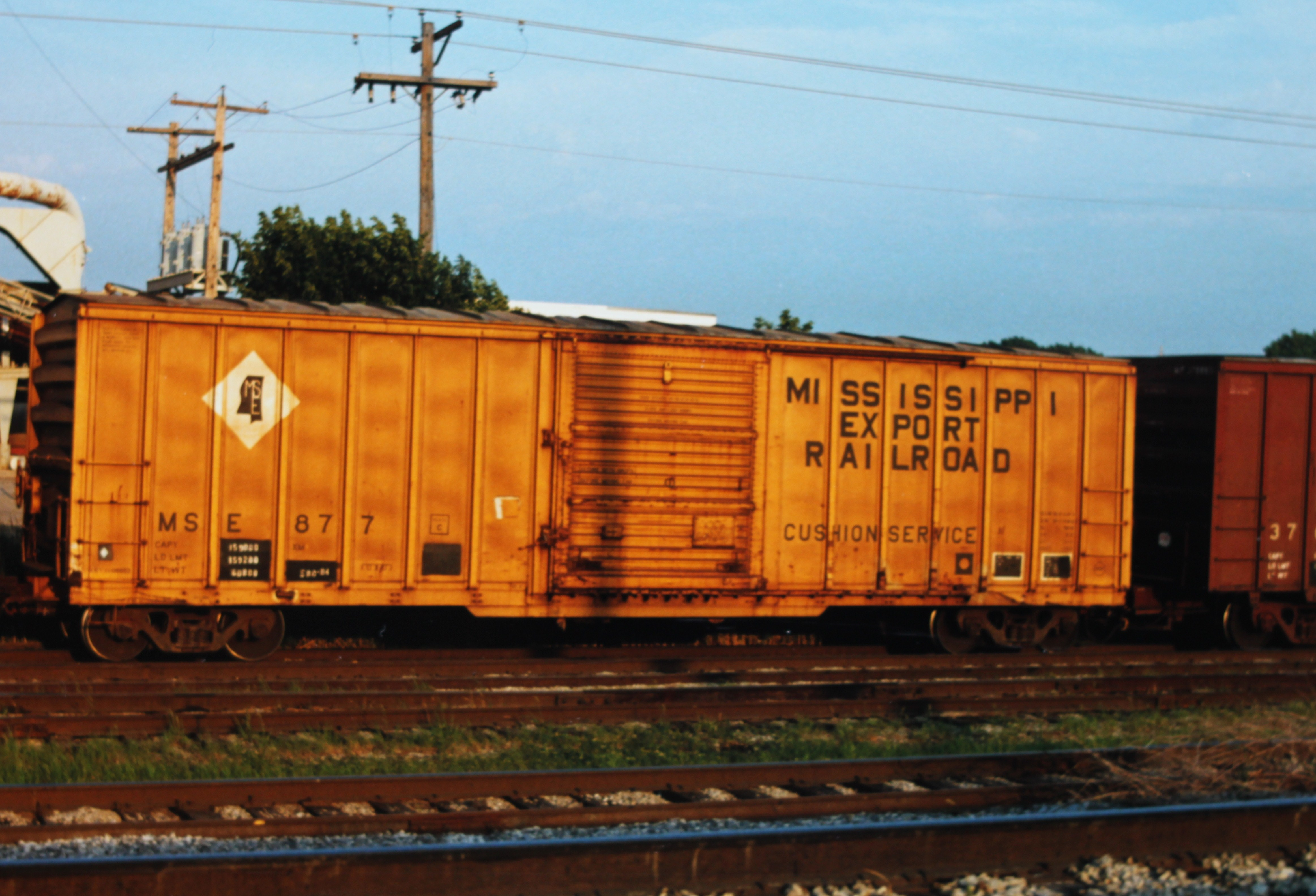
Güterwagen Mississippi Export Railroad

Die Mississippi Export Railroad (MSE) ist eine amerikanische Shortline-Eisenbahngesellschaft in Mississippi. Sitz des Unternehmens ist Moss Point.

## Geschichte
1920 musste die von Pascagoula nach Norden führende Alabama and Mississippi Railroad (früher Pascagoula, Moss Point and Northern Railroad) Konkurs anmelden. Alfred F. Dantzler (L.N. Dantzler Lumber Company) und Gregory M. Luce als Besitzer mehrerer Unternehmen (v. a. Forst- und Papierunternehmen) waren jedoch auf die Bahnstrecke an den Golf von Mexiko angewiesen und beschlossen, selbst aktiv zu werden. Am 15. November 1922 wurde die Mississippi Export Railroad mit einem Eigenkapital von 150.000 Dollar gegründet. Die Gesellschaft erhielt das Recht zur Organisation und zum Betrieb einer Eisenbahnstrecke von Pascagoula nach Luce Farms im George County.
Zunächst pachtete das Unternehmen von der Alabama and Mississippi Railroad die 68 Kilometer lange Strecke Pascagoula-Evanston und erneuerte den Oberbau. Am 1. Februar 1923 wurde der Betrieb aufgenommen. Am 17. April 1923 wurde für 110.000 Dollar der Streckenabschnitt vom früheren Eigentümer der A&M H. C. Turner erworben. Der förmliche Besitzübergang erfolgte am 1. Oktober 1926. 1925 versuchte die Mississippi Central Railroad, die Bahngesellschaft zu übernehmen. Das Vorhaben wurde jedoch abgewehrt. 1941 wurde die erste Diesellokomotive erworben und fünf Jahre später die letzte Dampflokomotive außer Dienst gestellt.
1929 erwarb der Papierhersteller International Paper (mit einem Papierwerk in Moss Point von 1928-2001) rund ein Drittel der Unternehmensanteile. Auch die Gulf, Mobile and Northern Railroad beteiligte sich am Unternehmen, zunächst mit 25 %. Auch heute noch ist die Canadian National Railway (als Nachfolgerin der GM&N) mit 38 % am Stammkapital beteiligt.

## Strecke
Die Bahnstrecke verläuft zwischen Pascagoula und Evanston weitgehend in Nord-Süd-Richtung. In Evanston gibt es einen Übergang zur Canadian National Railway und in Pascagoula zur CSX Transportation (ursprünglich Louisville and Nashville Railroad). Größtes Bauwerk ist die Drehbrücke über den Escatawpa River.
Auch der Tiefwasserhafen von Pascagoula ist angebunden.

## Unternehmensleitung
Präsident
- 1922–1929: Alfred F. Dantzler[3]
- 1929–15. April 1935: Gregory Marston Luce
- 4. Mai 1935–1. Dezember 1941: R. J. Cullen[4]
- 1. Dezember 1941–20. März 1958: Jex Howard Luce
- 1958–1986: Dwain Gregory Luce
- 1986–2017: Dwain Gregory Luce, Jr. (sowie Chairman of the Board)
- seit 2017: Kate Cannon Luce (sowie Chief Executive Officer)

## Lokomotiven
Die Mississippi Export Railroad nutzte nach Gründung vor allem 1’D- und 2’C-Dampflokomotiven. Diese wurden bis 1946 alle ausgemustert bzw. verkauft.
1941 wurden mit GE 44-ton switcher die ersten Diesellokomotiven erworben. Bis 1946 war die Umstellung auf Diesellokomotiven abgeschlossen. Anfang der 1950er Jahre umfasste der Fahrzeugbestand drei 44-Tonner und vier GE 70-ton switcher. Versuchsweise wurde 1946 der von Ingalls Shipbuilding hergestellte Prototyp 4-S eingesetzt.
Die derzeitige Flotte umfasst eine EMD SW1500 (Nr. 64), drei EMD GP38-2 (Nr. 65 bis 67), eine EMD GP50 (Nr. 68) sowie eine EMD SW900 (Nr. 4301; ehemals CCRC Nr. 901).